# Порфирија
Порфирија је група генетички условљених болести које се карактеришу поремећајима метаболизма порфирина и њиховог крајњег производа хема. Ради се о недостатку разних ензима који учествују у процесу синтезе хема. Услед тих ензимских поремећаја долази до акумулације појединих супстанци (разних типова порфириногена, порфирина) који директно могу изазвати оштећења околних ћелија или појачати дејство неких других штетних фактора као нпр. ултраљубичасто зрачење.

## Патогенеза
Нагомилавање порфирина може довести до оштећења и изумирања ћелија јетре (хепатоцита). Поред тога порфирини заједно са другим факторима (светлост, алкохол, лекови...) изазивају додатна оштећења разних органа (кожа, јетра...).
Порфирини су фотоосетљиве супстанце (у ултравиолетном подручју светлост) које могу да акумулирају светлосну енергију и притом део те енергије предају на околне структуре. На тај начин настају врло токсични радикали кисеоника: супероксидни анјон, водоник пероксид и синглетни кисеоник, који оштећују околне ћелије. Такође могу настати и липидни радикали од липида ћелијске мембране, што доводи до уништења ћелијске мембране.

## Учесталост
Порфирија може бити урођена и стечена. У Европи је стечена форма чешћа, а у Америци урођена.
Порфирије су широко распрострањене. Најчешћа форма је касна кожна порфирија (лат. Porphyria cutanea tarda) са преваленцом око 20-50/100.000 становника. 
Друга по учесталости је акутна интермитентна порфирија са преваленцом око 5-10/100.000 становника.
Остале форме су ређе.

## Порфирин
Порфирини су супстанце различите боје које се могу наћи у еритроцитима, где су одговорни за њихову црвену боју и наравно за транспорт кисеоника. Такође присутни су и у хлорофилу, биљном пигменту зелене боје.
У људском телу могу се наћи у у следећим ензимима и протеинским молекулима: миоглобин, каталаза, пероксидаза, цитохром, витамин Б12, гуанилциклаза, простагландин-ендопероксид синтетаза.
Порфирини играју у поменутим ензимима важну улогу у преносу кисеоника, оксидацији, разградњи лекова, респираторном ланцу...
У организму човека срећу се следећи порфорини: уропорфирин I и III, копропорфирин I и III и протопорфирин IX. Само се из протопорфирина IX синтетише хем. Највећи део порфирина се синтетише у организму.
Један део се уноси путем хране која садржи месо и хлорофил. Ове спољашње порфирине јетра претвара копропорфирин, који се путем жучи и фецеса излучује из организма.

## Синтеза хема
Синтеза хема почиње од аминокиселине глицин и суксинил коензима А.
Из њих под утицајем ензима АЛК синтетазе настаје δ-аминолевулинска киселина (δ-АЛК). Из δ-АЛК под дехидратацијом настаје порфобилиноген. Порфобилиноген се дезаминује уз помоћ ензима дезаминазе и настаје хидроксиметилбилан. Од њега, затварањем прстена настају мономери, чијом се полимеризацијом (од 4 мономера) добија тетрапиролни прстен, уропорфириноген. За то је неопходан ензим уропорфириноген синтетаза. Постије две серије изомера порфирина: серија I и серија III. Серија I није значејна за људе. Метаболити ове серије се излучују питем урина. 
Из серије III настаје хем. Најпре се од уропорфириногена III, ствара копропорфириноген III уз помоћензима уропорфириноген декарбоксилазе, а затим од копропорфириногена протопорфириноген уз помоћ ензима копропорфириноген оксидазе. Из протопорфириногена настаје протопорфирин (под дејством протопорфириноген оксидазе), а на крају се он сједињује са двовалентним молекулом гвожђа у хем. Неопходан ензим за ову реакцију је ферохелатаза.
Код порфирија недостају су поједини ензими из овог ланца синтезе хема. То доводи до акумулације супстанци које настају пре дејства тог ензима (јер се не могу разградити), али и до мањка супстанци који се синтетишу уз помоћ тог ензима и свих супстанци који даље следе у ланцу. 
| Ензим                              | супстрат                   | Производ                   | Хромозом      | Ец                                              | ОМИМ   | порфирија                                |
| АЛК синтетаза                      | Глицин, Суксцинил КоА      | δ-Аминолевулинска киселина | 3p21.1        | 2.3.1.37                                        | 125290 | нема                                     |
| АЛК дехидратаза                    | δ-аминолевулинска киселина | Порфобилиноген             | 9q34          | 4.2.1.24                                        | 125270 | акутна хепатична порфирија               |
| ПБГ дезаминаза                     | Порфобилиноген             | Хидроксиметил билан        | 11q23.3       | 2.5.1.61 Архивирано на веб-сајту (21. јун 2011) | 176000 | акутна интермитентна хепатична порфирија |
| Уропорфифриноген III синтетаза     | Хидроксиметил билан        | Уропорфириноген III        | 10q25.2-q26.3 | 4.2.1.75                                        | 606938 | конгенитална еритропоетска порфирија     |
| Уропорфириноген III декарбоксилаза | Уропорфириноген III        | Копропорфириноген III      | 1q34          | 4.1.1.37                                        | 176100 | касна кожна порфирија                    |
| Копропорфириноген III оксидаза     | Копропорфириноген III      | Протопорфириноген IX       | 3q12          | 1.3.3.3                                         | 121300 | копропорфирија                           |
| Протопорфириноген оксидаза         | Протопорфириноген IX       | Протопорфирин IX           | 1q22          | 1.3.3.4 Архивирано на веб-сајту (21. јун 2011)  | 600923 | порфирија вариегата                      |
| Ферохелатаза                       | Протопорфирин IX           | Хем                        | 18q21.3       | 4.99.1.1                                        | 177000 | протопорфирија                           |

- Табела преузета са енглеске википедије .

## Подела
Хем се синтетише у јетри и еритроцитима, тако да се и све урођене (примарне) порфирије деле на:
- хепатичне (у јетри) и
- еритропоетске (у црвеним крвним зрнцима)

### Хепатичне порфирије
У ову групу спадају:
- Акутна интермитентна хепатична порфирија
- Порфирија вариегата (мешовита порфирија, протокопропорфирија)
- Хередитарна копропорфирија
- Касна кожна порфирија (Porphyria cutanea tarda)
- Дефицит АЛА дехидратазе

### Еритропоетске порфирије
Овде спадају:
- Еритропоетска протопорфирија
- Конгенитална еритропоетска порфирија (Гунтерова болест)
- Еритропоетска копропорфирија
- X хромозом зависна сидеробласна анемија

## Симптоми
Симптоми порфирије могу се развити у току сати, дана или недеља. Напади могу бити изазвани лековима (барбитурати, седативи...), хормонима, пушењем, алкохолом, запаљењем, излагањем сунцу и стресом.
Код свих хепатичних порфирија се услед дефицита одређеног ензима смањује синтеза хема, па је у хепатоцитима смањена синтеза хема. Хем инхибише дејство ензима δ-АЛК синтетазе, међутим ако је концентрација хема смањена онда ће изостати блокирање овог ензима. То доводи до стварања све веће количине аминолевилинске киселине (АЛК) и порфобилиногена. Ови продукти се избацују из тела мокраћом. 
Све врсте порфирија у којима је повећана концентрација АЛК и ПБГ карактеришу се акутним нападима болести у виду акутног абдомена.
Порфирије у којима је повећана концентрација порфирина (уропорфириноген, копропорфириноген, протопорфириноген) су праћене повећаним фотосензибилитетом коже. Кожа оваквих особа при излагању ултравилетној светлости (таласне дужине око 400 нанометара) ствара токсичне слободне радикале кисеоника, који су горе споменути. Јавља се и оштећење ћелијске мембране услед стварања липидних пероксида. На кожи се јављају промене у виду красти, пукотина, крварења, тамна пребојеност коже, појачана маљавост (хирзуитизам). 
Пошто се порфирини избацују мокраћом због обојености порфирина мокраћа добија тамно-црвену боју.
Код неких порфирија могу се наћи знаци оштећења нервног система: полинеуропатија, пареза, парализа.
Код еритропоетских порфирија може се јавити анемија (сидеробласта анемија), али само код неких типова о којима ће касније бити речи. 
Може се јавити и повраћање.

## Стечена порфирија
Стечене порфирије су порфирије које нису проузроковане неким генетичким дефектом за одређени ензим који учествује у синтези хема. Оне нису наследне, за разлику од урођених. 
Могу се јавити код разних интоксикација, обољења крви, обољења система за варење. Карактеришу се повећаном концентрацијом порфирина у урину.

## Историјске занимљивости
Вампири и вукодлаци
Из симптома порфирије могу се наћи сличности са причама о вампирима. Заправо неке порфирије се лече пуштањем крви и то доноси олакшање пацијенту. Такође код пацијената са порфиријом постоји повећана осетљивост на сунчево зрачење, што се код прича о вампирима може интерпретирати као страх од светлости.
Код оболелог је поремећена синтеза хема. Тај поремећај може настати урођено или услед тровања (интоксикације). Услед тога пацијент изгледа: мртав бео, у тешким случајевима долази до повлачења усана, непца и гингива (парадонтоза), тако да се виде очњаци. Истовремено длакавост долази до изражаја што подсећа на вукодлака.
Да би надокнадили губитак крви некада су неки пацијенти пили крв животиња.
Бели лук убрзава разградњу хемоглобина-штетно дејство за пацијенте са порфиријом.
Код пацијената се може срести и појачана агресивност.